# Roel van Sintmaartensdijk
Roel van Sintmaartensdijk, né le 8 mai 2001 à Zuidland, est un coureur cycliste néerlandais.

## Biographie
Roel van Sintmaartensdijk est né en mai 2001 à Zuidland dans une famille de sportifs. Son père Tim est un ancien footballeur, et sa mère Yvonne jouait au volleyball. Il a également un frère aîné, Daan, qui est coureur cycliste,, tandis que sa sœur Maud pratique l'athlétisme. Après s'est essayé au football, il commence le cyclisme durant son enfance au PRC Delta, un club basé à Spijkenisse.
En 2019, il se distingue au niveau international en remportant une étape du Tour de Haute-Autriche juniors (moins de 19 ans). Il termine également quatrième de la Ronde des vallées, sixième du Chrono des Nations juniors et huitième du Tour de DMZ, une manche de la Coupe des Nations Juniors.
En 2021, il intègre l'équipe continentale VolkerWessels. Avec cette formation, il s'impose sur l'Omloop van de Braakman. Il confirme ses aptitudes durant la saison 2022 en obtenant quatre nouveaux succès sur des courses nationales. La même année, il se classe troisième de l'étape reine du Tour de Slovaquie, ou encore quatrième de l'Olympia's Tour.
Remarqué par ses performances, il intègre la réserve de la formation WorldTour Intermarché-Circus-Wanty en 2023. Décrit comme un bon coureur de classiques, il remporte l'épreuve Bruxelles-Opwijk ainsi qu'une étape du Tour de Bretagne. Il finit par ailleurs septième du contre-la-montre inaugural du Tour d'Italie espoirs, neuvième du Flanders Tomorrow Tour ou encore dixième du Mémorial Philippe Van Coningsloo et du championnat des Pays-Bas espoirs. Ses bons résultats lui permettent de signer un contrat professionnel de deux ans avec la structure WorldTour d'Intermarché.

## Palmarès et résultats

### Palmarès par année
- 2019
  - 1re étape du Tour de Haute-Autriche juniors
  - 3e de l'Acht van Bladel
- 2021
  - 1re étape de l'Okolo Jižních Čech (contre-la-montre par équipes)
  - Omloop van de Braakman
- 2022
  - Omloop van de Braakman
  - H4a Beloften Weekend
  - Omloop der Kempen
  - Omloop van Valkenswaard
- 2023
  - Bruxelles-Opwijk
  - 7e étape du Tour de Bretagne

### Résultats sur les grands tours

#### Tour de France
1 participation
- 2025 : 156e

#### Tour d'Italie
1 participation
- 2024 : 104e

### Classements mondiaux
| Année                                 | 2021  | 2022  | 2023  | 2024 |
| ------------------------------------- | ----- | ----- | ----- | ---- |
| Classement mondial                    | 2716e | 1136e | 1853e | 741e |
| UCI Europe Tour                       | 1772e | 804e  | nc    | nc   |
|                                       |       |       |       |      |
| Légende : nc = non classéSource : UCI |       |       |       |      |